# Cesta (Ajdovščina)
Cesta é uma vila localizada no município de Ajdovščina na Eslovênia. Possuía uma população estimada de 536 habitantes em 2020.